# Масариктаун (Флорида)
Масариктаун (енгл. Masaryktown) насељено је место без административног статуса у америчкој савезној држави Флорида.

## Демографија
По попису из 2010. године број становника је 1.040, што је 120 (13,0%) становника више него 2000. године.
| Група             | 2000.       | 2010.       |
| Белци             | 838 (91,1%) | 890 (85,6%) |
| Афроамериканци    | 3 (0,3%)    | 7 (0,7%)    |
| Азијати           | 4 (0,4%)    | 14 (1,3%)   |
| Хиспаноамериканци | 61 (6,6%)   | 118 (11,3%) |
| Укупно            | 920         | 1.040       |